# CALENDAR CALENDAR
『CALENDAR CALENDAR』(カレンダー・カレンダー)は、つじあやのの5枚目のスタジオ・アルバム。

## 概要
- 各楽曲に各月とイメージカラーが設定されている。

## 収録曲
1. 春風 (3:44)
11thシングル。4月で紫。
2. ブルー (3:36)
5月で黄緑。
3. お天気娘 (2:59)
6月で青。
4. 愛の真夏 (2:40)
12thシングル。7月で水色。
5. Shiny Day (4:39)
12thシングル。8月で橙色。演奏はGRAPEVINE。
6. 月 (3:44)
9月で黄色。
7. 愛していること (2:30)
10月で黄土色。
8. ゆびきり (4:35)
13thシングル。11月で茶色。
9. 星降る夜のクリスマス (5:17)
13thシングル。12月で緑。
10. 新しい日々 (4:16)
1月で白。
11. チョコレート (3:53)
2月で赤。
12. 春色のワンピース (4:34)
3月で桃色。

全作詞・作曲:つじあやの、編曲:小西康陽 (#1)、田中ユウスケ (#2)、Akeboshi (#3)、James Iha (#4)、根岸孝旨 (#5)、ASA-CHANG (#6)、つじあやの (#7)、森俊之 (#8)、冨田恵一 (#9)、横山剣 (#10)、中川俊郎 (#11)、鈴木惣一朗 (#12)、弦編曲：鈴木正人 (#6)、山本哲也 (#12)